# رترو
رترو (به لهستانی:  Rytro) یک روستا در لهستان است که در گمینا رترو واقع شده‌است. رترو ۳٬۵۰۰ نفر جمعیت دارد.